# The Singles (Lady Gaga)
The Singles è la prima raccolta box set della cantante statunitense Lady Gaga, pubblicata il 7 dicembre 2010 per il solo mercato giapponese.

## Descrizione
Il box set, in edizione limitata, include nove CD con tutti i suoi singoli dell'artista, da Just Dance ad Alejandro. Comprende anche il singolo Christmas Tree, incluso dentro al CD bonus The Cherrytree Sessions, pubblicato nel 2009 e contenente dei remix dei primi tre singoli di debutto della cantante. 
Il set è stato pubblicato esclusivamente in Giappone il 7 dicembre 2010, con un limite di copie vendibili ridotto a 5 000. Ogni CD nella scatola è alloggiato in una custodia sottile con il testo della canzone in inglese e giapponese sul retro della copertina.

## Tracce
Nella raccolta sono presenti tutti i singoli estratti da The Fame (2008) e The Fame Monster (2009), oltre a un CD bonus contenente alcuni remix.
Disco 1 – Just Dance
1. Just Dance (feat. Colby O'Donis) – 4:04
2. Just Dance (feat. Colby O'Donis) (Trevor Simpson Remix) – 7:20

Disco 2 – Poker Face
1. Poker Face – 3:58
2. Poker Face (LLG vs Guéna LG Radio Remix) – 4:09

Disco 3 – Eh, Eh (Nothing Else I Can Say)
1. Eh, Eh (Nothing Else I Can Say) – 2:55
2. Poker Face (Space Cowboy Remix) – 4:53

Disco 4 – LoveGame
1. LoveGame – 3:36
2. LoveGame (Robots to Mars Remix) – 3:12

Disco 5 – Paparazzi
1. Paparazzi – 3:28
2. Paparazzi (Chew Fu GhettoHouse Radio Fix) – 3:48

Disco 6 – Bad Romance
1. Bad Romance (Radio Edit) – 4:22
2. Bad Romance (Bimbo Jones Radio Remix) – 4:00

Disco 7 – Telephone
1. Telephone (feat. Beyoncé) – 3:40
2. Telephone (feat. Beyoncé) (Alphabeat Remix) – 4:48

Disco 8 – Alejandro
1. Alejandro (Radio Edit) – 4:00
2. Alejandro (Dave Audé Radio Remix) – 3:50

Disco 9 – The Cherrytree Sessions
1. Poker Face (Live at The Cherrytree House Piano & Voice Version) – 3:38
2. Just Dance (Live at The Cherrytree House Stripped Down Version) – 2:04
3. Eh, Eh (Nothing Else I Can Say) (Electric Piano and Human Beat Box Version) – 3:08
4. Christmas Tree (feat. Space Cowboy) – 2:22

## Classifiche
| Classifica (2010) | Posizione massima |
| ----------------- | ----------------- |
| Giappone          | 166               |

## Date di pubblicazione
| Nazione     | Data             | Formato | Etichetta  |
| ----------- | ---------------- | ------- | ---------- |
| Stati Uniti | 7 dicembre 2010  | Box Set | Interscope |
| Giappone    | 8 dicembre 2010  | Box Set | Interscope |
| Germania    | 14 dicembre 2010 | Box Set | Interscope |
| Francia     | 14 dicembre 2010 | Box Set | Interscope |
| Regno Unito | 14 dicembre 2010 | Box Set | Interscope |
| Italia      | 14 dicembre 2010 | Box Set | Interscope |